# تخدير قلبي صدري
التخدير القلبي الصدري هو أحد فروع طب التخدير المعني بتدبير المرضى البالغين والأطفال في فترة ما قبل الجراحة وأثناء العمل الجراحي وما بعده. يشمل هذا الاختصاص الجوانب التخديرية المتعلقة بالعمليات الجراحية الكبيرة مثل جراحة القلب المفتوح والجراحة على الرئة وغيرها من العمليات التي تشمل التداخل على القفص الصدري.
تُقدَّم الرعاية المكثفة للمرضى في فترة ما حول الجراحة من خلال التطبيق المدروس للأدوية وإجراء تقنيات شق الصدر الإنعاشي عند اللزوم والعناية المشددة بالإضافة إلى اللجوء إلى الإجراءات الغازية. يشمل ذلك أيضًا استخدام المجازات القلبية الرئوية التي تتطلبها معظم العمليات التي يخضع فيها القلب للتصحيح الجراحي.

## التدريب ضمن الجراحة القلبية
يُدرَّب الأطباء على اتباع إجراءات خاصة لتدبير المرضى في فترة ما حول الجراحة والتعامل مع النواحي التخديرية للمرضى الذين يعانون من الأمراض القلبية الرئوية الحادة، ومن هذه العمليات نذكر: جراحة فتح مجرى جانبي للشرايين التاجية (أو الإكليلية) على مجازات قلبية رئوية أو على قلب نابض وإصلاح الصمامات القلبية وعمليات إعادة تصنيع الشريان الأبهري التي تتطلب درجات حرارة منخفضة للغاية وعمليات تركيب جهاز داعم لحركية البطين والتداخل على أم دم الأبهرية (توسع في لمعة الشريان الأبهري) وإصلاح تسلخ الأبهر وزراعة القلب وزراعة الرئة وغيرها من العمليات.

## التدريب ضمن الجراحة الصدرية
تشمل الفترة المستمرة لمدة عام واحد دراسة الإجراءات التخديرية للمرضى الذي يُحضّرون لإجراء عمل جراحي على الصدر والأوعية الدموية، إذ يتدرب الأطباء على تدبير جميع أنواع العمليات الجراحية على الصدر، مثل: جراحة الصدر التنظيرية الموجهة بالفيديو وشق الصدر والتداخل على الطرق الهوائية العميقة. يحقق الأطباء أيضًا تقدمًا ملحوظًا في تقنيات عزل الرئة و التهوية (الأنابيب الهوائية ثنائية اللمعة، الحاصرات القصبية، الأنابيب الموجهة بالتنظير القصبي، التهوية النفاثة المتقدمة).

## المراقبة المتقدمة والإجراءات الغازية
نظرًا للطبيعة المعقدة التي تتميز بها العمليات الكبيرة مثل جراحة القلب المفتوح، يحتاج الطبيب تدريباً إضافياً لاكتساب المهارات اللازمة ليكون استشاري تخدير، لذلك يتدرب الأطباء للحصول على مهارات متقدمة في تنفيذ تقنيات المراقبة المكثفة مثل مراقبة ضغط الدم الغازية (عبر القثاطر الشريانية) وتحليل غازات الدم الشرياني ومراقبة النتاج القلبي وإشباع الأكسجين في الوريد الوداجي وقياس نسبة الأكسجة الدماغية وقياس مؤشر عمق التخدير والدوبلر عبر الجمجمة والتصوير بالأشعة تحت الحمراء.
تشمل الإجراءات التي يقوم بها اختصاصي التخدير القلبي الرئوي في غرفة العمليات باختصار ما يلي: تأمين الخط الشرياني (الفخذي والإبطي والعضدي)، وتركيب القثطرة الوريدية المركزية (الوريد الوداجي والفخذي وتحت الترقوة، وكذلك قثطرة الشريان الرئوي. تشمل مهماته أيضاً: تسكين الألم عن طريق الحقن فوق الجافية، ووضع الأنبوب الرغامي لتأمين الطريق الهوائي، وإجراء الإيكو القلبي ثنائي وثلاثي الأبعاد، وتركيب شنت دماغي لتصريف السائل الدماغي الشوكي، وأخيرًا الوصول إلى الأوعية الدموية الكبيرة عبر الإيكو.

## الإيكو القلبي (عبر المريء، وعبر جدار الصدر)
يقدم الإيكو صورة حية للقلب عن طريق استخدام الموجات فوق الصوتية ثنائية أو ثلاثية الأبعاد، إذ يتم ذلك بطريقتين حسب موضع مسبار الإيكو إما على جدار الصدر أو داخل المريء.
يحوي المسبار على محول للطاقة وظيفته نقل الإشارات وتحويل الطاقة الكهربائية إلى طاقة صوتية يعاد تحويلها عند استقبالها إلى طاقة كهربائية، يعالجها الجهاز، ويحولها إلى صور مستخدمًا بذلك بيانات مختلفة لمعالجة المعلومات بما فيها الإيكو دوبلر.
احتل الإيكو عبر المريء مع مرور الوقت المرتبة الأولى في التقييم الفعال والدقيق لمرضى الجراحات القلبية. يدعم ذلك موقع مسبار الإيكو الموجود داخل المريء وإمكانية استخدامه أثناء العمل الجراحي، ما يسمح يسمح بالحصول على معلومات لحظية عن بنية القلب والأوعية الدموية الكبيرة ووظائفها، ويتيح لاختصاصي التخدير فرصة الحصول على تقييم وتوجيه أكثر نوعية في فترة ما حول العمل الجراحي.
بعد خضوع الأطباء للتدريب على الإيكو عبر المريء، يمكنهم التقدم للحصول على شهادة في الإيكو القلبي، بعد اجتيازهم لفحص معين يديره المجلس الوطني لإيكو القلب، ولا يصبح الأطباء مجازين إلا بعد اجتيازهم 150 فحص، بالإضافة إلى مراجعة 150 فحص آخر مع أطباء التخدير القلبي الرئوي المجازين.

## المجازات القلبية الرئوية
المجازة القلبية الرئوية أو جهاز القلب-رئة أو المضخة، هي تقنية تُستَخدم من خلالها آلة تقوم بفصل الدورة الدموية وتأدية وظيفة الجهاز القلبي والرئوي أثناء العمل الجراحي. يدير هذه الآلةَ اختصاصيُ التروية الدموية الذي يعمل بالتعاون مع طبيب التخدير وطبيب الجراحة.
يؤخذ الدم من الدورة الدموية الوريدية (غير المؤكسج)، ويعاد تدويره بوساطة المجازة، ليُصفى الدم ويسخين أو يبريد ويزويد بالأكسجين، ليعاد ضخه مرة أخرى في الدورة الدموية الشريانية؛ وبالتالي يمكن عبر ذلك تجاوز القلب والرئتين والحفاظ على تروية الأعضاء الحيوية.
تختلف خطوات التحضير والبدء بالعمل على المجازة حسب فريق العمل وحسب نوع العمل الجراحي، ولكن في جميع الأحوال يكون النهج النموذجي على النحو التالي:
بعد بضع القص وفتح الصدر، تُوضَع قواطع جراحية لتحسين تروية القلب، في هذا الوقت، يُعطى الهيبارين لمنع تخثر الدم أثناء وجوده في المجازة، ثم يضع الجراح القنية في الأذين الأيمن أو الوريد الأجوف أو الوريد الفخذي لسحب الدم من الدورة الدموية الوريدية، ويمكن الاستفادة من الجاذبية لتصريف الدم الوريدي إلى الجهاز القلبي الرئوي، ثم تُستَخدم قنية منفصلة توضع في الشريان الأبهري أو الفخذي لإعادة الدم إلى الدورة الدموية الشريانية.
نظرًا لأهمية الفترة التي يجري فيها التحضير والبدء وفصل الجريان القلبي الرئوي، اقترحت بعض دراسات ضرورة التشديد على هذه الفترة باعتبارها مماثلة لمقصورة الطيار العقيمة التي تتطلب تعليمات محددة للإقلاع. يعمل فريق التخدير القلبي الرئوي ضمن الطاقم الطبي في العمل الجراحي الذي يقوم بدوره بمهامه الخاصة بما فيها المحافظة على التروية المناسبة. يشمل هذا وضع قنية تحضيرًا للمجازة، فيحدد طبيب التخدير القلبي في كثير من الأحيان المدخل الجراحي باستخدام المعلومات الآنية التي يقدمها الإيكو عبر المريء. على هذا النحو، تتطلب هذه المسؤولية امتلاك اختصاصي التخدير القلبي معرفة شاملة بفيزيولوجيا المجازة القلبية الرئوية ومبادئها والتطبيق العملي لذلك.
بعد إنهاء الجراحة المعتمدة على المجازة، يجب التحضير لعودة وظيفة القلب والرئة وفصل المريض عن المجازة؛ فتُحضّر الرئة والقلب لاستقبال الدم -الذي كان يُدوَّر سابقًا باستخدام المجازة- وضخه. قد يكون الفصل معقدًا بسبب المجازة والمريض والعمل الجراحي والتفاعل الديناميكي بين هذه العناصر الثلاثة.
تملك المجازة القلبية الرئوية آثارًا هامة على دم المريض ومناعته وفيزيولوجيا أعضائه، وبالتالي يجب على طبيب التخدير القلبي إدارتها بشكل دقيق؛ لضمان الفصل الفعال عن الجهاز القلبي الرئوي الصناعي.

## دور أطباء التخدير في الجراحات غير القلبية
يتضاعف خطر المضاعفات المحيطة بالجراحة لدى المرضى المرشحين للجراحة والذين يعانون من مشاكل قلبية ورئوية، لذا يوجد اختصاصي التخدير القلبي في هذه العمليات للقيام بالتدبير المناسب الدقيق عند عدم استقرار الدورة الدموية أو حدوث توقف قلب أثناء العمل الجراحي، فتُقيَّم الوظيفة القلبية من خلال استخدام الإيكو عبر المريء ووضع مراقب للدورة الدموية.